# Mictyris
Mictyris là một chi động vật thuộc họ Mictyridae. Đây là những loài cua nhỏ sáng màu sống trên bờ biển Ấn Độ Dương và tây Thái Bình Dương. Trong tiếng Việt, các loài thuộc chi Mictyris cùng với một số chi khác được gọi chung là dã tràng.

## Các loài
Chi này gồm 8 loài:
- Mictyris brevidactylus Stimpson, 1858
- Mictyris darwinensis Unno & Semeniuk, 2011
- Mictyris guinotae Davie et al., 2010
- Mictyris livingstonei McNeill, 1926
- Mictyris longicarpus Latreille, 1806
- Mictyris occidentalis Unno, 2008
- Mictyris platycheles H. Milne-Edwards, 1852
- Mictyris thailandensis Davie, Wisespongpand & Shih, 2013

## Hình ảnh

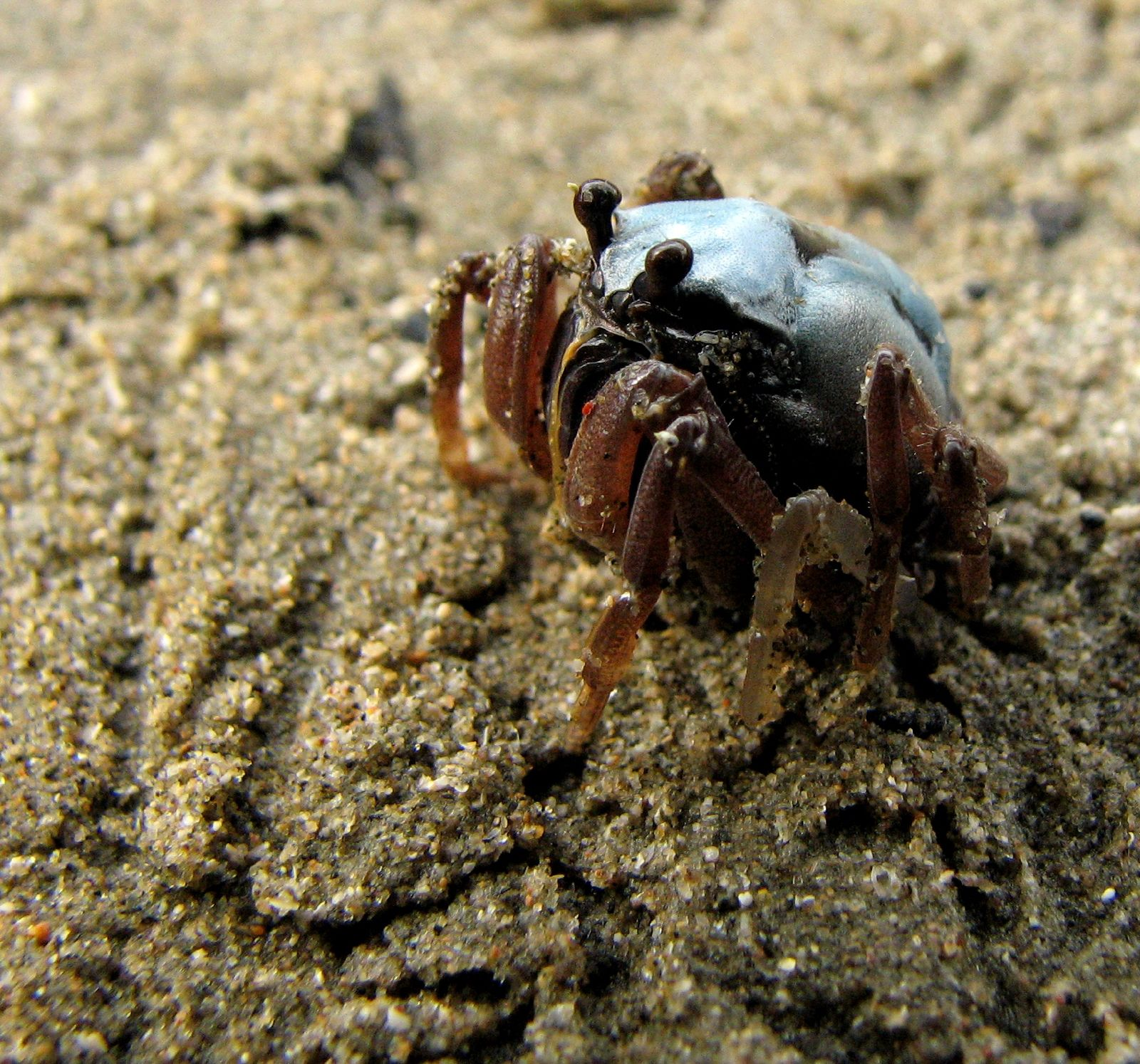
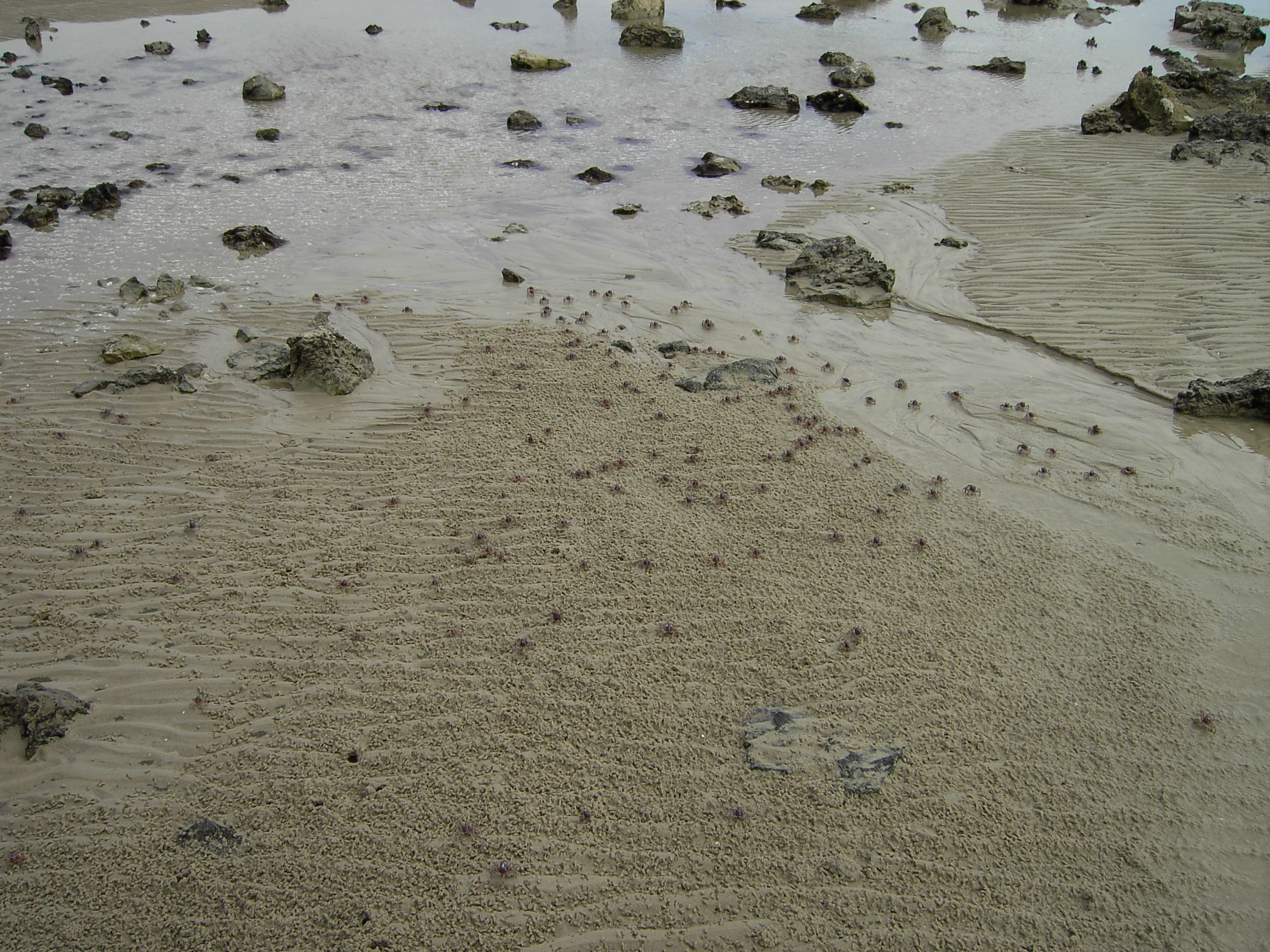
Mictyris trên đảo Bruny
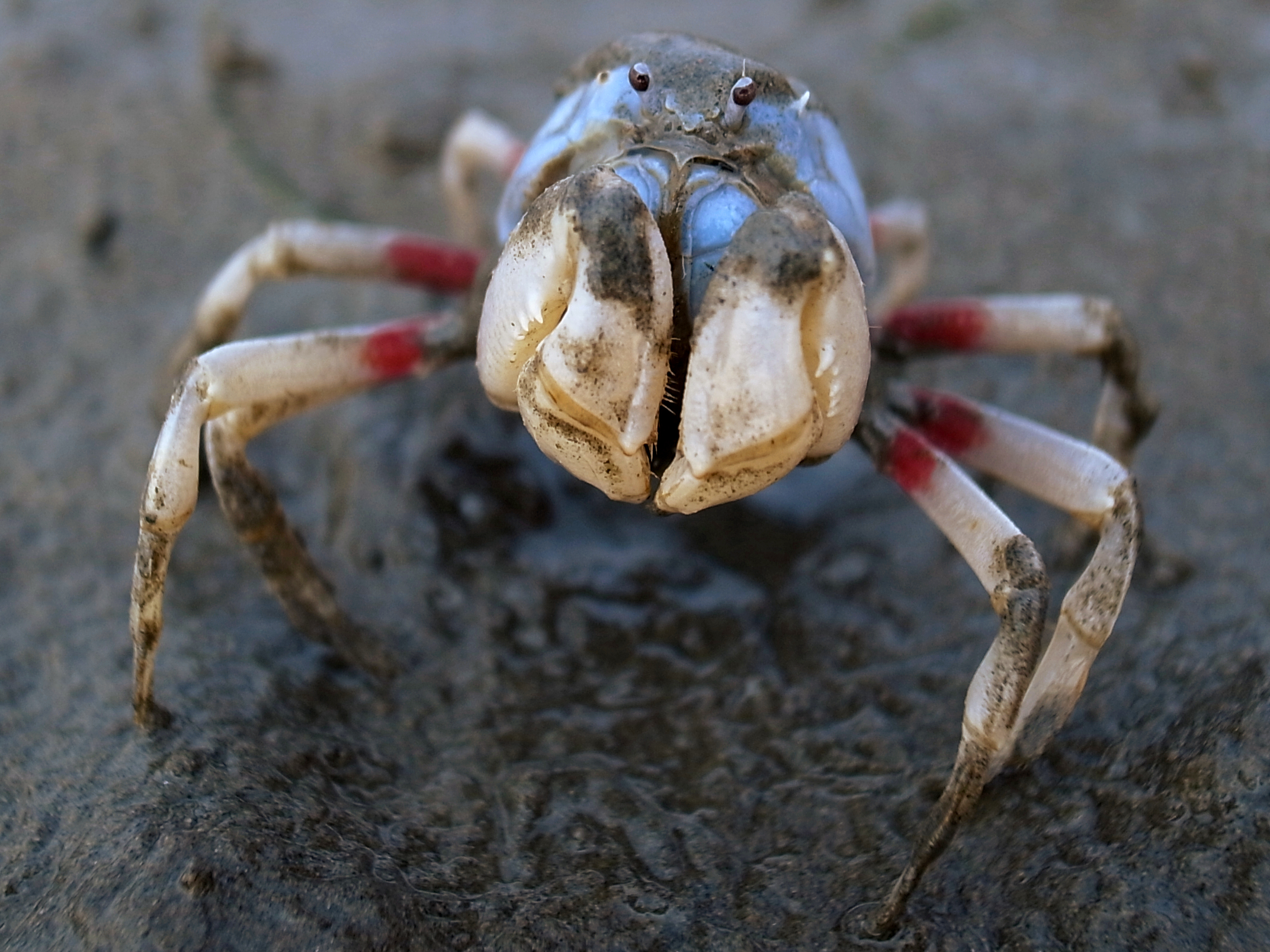
Mictyris brevidactylus